# 软骨细胞
软骨细胞（英語：chondrocyte），在软骨发现的唯一一种细胞。软骨细胞生成和维持软骨基质（主要包括胶原和蛋白聚糖）。虽然成软骨细胞仍被经常用来描述不成熟的软骨细胞，但其实这在技术上是不准确的叫法。因为软骨细胞的前体（间充质干细胞）还能分化为成骨细胞。软骨细胞在软骨里的组织排列因软骨的种类和位置不同而异。

## 分化
软骨细胞谱系按分化的前后排列：
1. 成纤维细胞集落生成单位（英語：Colony-forming unit-fibroblast，CFU-F）
2. 间叶干细胞/骨髓基质细胞（英語：Mesenchymal stem cell / marrow stromal cell，MSC）
3. 软骨细胞
4. 肥大软骨细胞

## 圖片

透明軟骨的軟骨細胞.
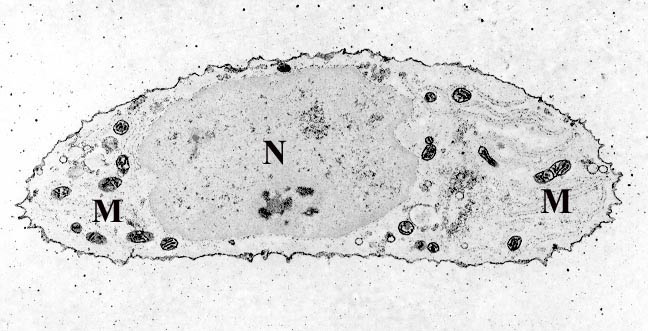
軟骨細胞的透射電子顯微照相，鈣染點顯示出它的细胞核(N)和線粒體(M)。